# Raining
「Raining」（レイニング）は、日本の歌手Coccoの3枚目のシングルである。1998年3月21日発売。発売元はビクターエンタテインメント。

## 概要
- 前作から4ヶ月ぶりとなるシングル。

## 収録曲
（全作詞・作曲：こっこ／編曲：根岸孝旨）
1. Raining（5:05）
  - 徳間書店配給映画「式日」エンディングテーマ
2. 裸体（3:07）

## 収録アルバム
Raining
- オリジナル『クムイウタ』（1998年5月13日)
- ベスト『ベスト+裏ベスト+未発表曲集』（2001年9月5日)
- オムニバス『FLM BEAT #1』（2004年9月22日)
- ベスト『ザ・ベスト盤』　(2011年8月15日)

裸体
- オリジナル『クムイウタ』（1998年5月13日)

## テレビ出演
Raining
- 1998年5月29日　テレビ朝日系「ミュージックステーション」
- 2007年7月27日　フジテレビ系「僕らの音楽」
- 2011年9月14日　NHK「SONGS」

## カバー
| リリース      | アーティスト | 収録作品                                   | 備考 |
| ------------- | ------------ | ------------------------------------------ | ---- |
| 2012年11月7日 | Ms.OOJA      | カバーアルバム「WOMAN -Love Song Covers-」 |      |
| 2015年4月8日  | 福山雅治     | カバーアルバム「魂リク」                   |      |
| 2015年6月17日 | 柴咲コウ     | カバーアルバム「こううたう」               |      |
| 2018年2月21日 | Aimer        | マキシシングル「Ref:rain/眩いばかり」      |      |
| 2021年2月10日 | Yellow Studs | カバーアルバム「Brand New Old Days」       |      |